# Thượng phụ (tôn giáo)
Thượng phụ, còn được gọi là Trưởng phụ hay Mục thủ, là các giám mục bậc cao nhất trong Công giáo Rôma, Chính Thống giáo Đông phương, Chính Thống giáo Cổ Đông phương, và Cảnh giáo. Phạm vi tài phán (bao gồm một hay nhiều giáo tỉnh) của một thượng phụ là Giáo khu thượng phụ, cũng được gọi theo cách hoán dụ là Tòa thượng phụ. Trong lịch sử, một thượng phụ thường là ứng viên thích hợp cho chức vụ Ethnarch, tức là người đại diện cho cộng đồng tôn giáo của mình trong một quốc gia theo tôn giáo khác (ví dụ như các cộng đồng Kitô giáo thiểu số trong Đế quốc Ottoman Hồi giáo).
Về mặt từ nguyên, ban đầu từ πατριάρχης (patriarchés) trong tiếng Hy Lạp dùng để chỉ người đàn ông nắm giữ quyền chuyên chính trong một gia tộc (hệ thống gia đình như thế được gọi là chế độ phụ quyền). Trong Kinh Thánh Cựu Ước Bản Bảy Mươi (Septuaginta), từ này được dùng cho các Tổ phụ, mà trong phạm vi hẹp đề cập đến Abraham, Isaac và Jacob là các tổ phụ của người Israel. Tuy nhiên về sau, từ này đã mang ý nghĩa khác khi được sử dụng trong văn cảnh giáo hội học, như vừa trình bày ở trên.

## Kitô giáo Đông phương

### Chính thống giáo Đông phương

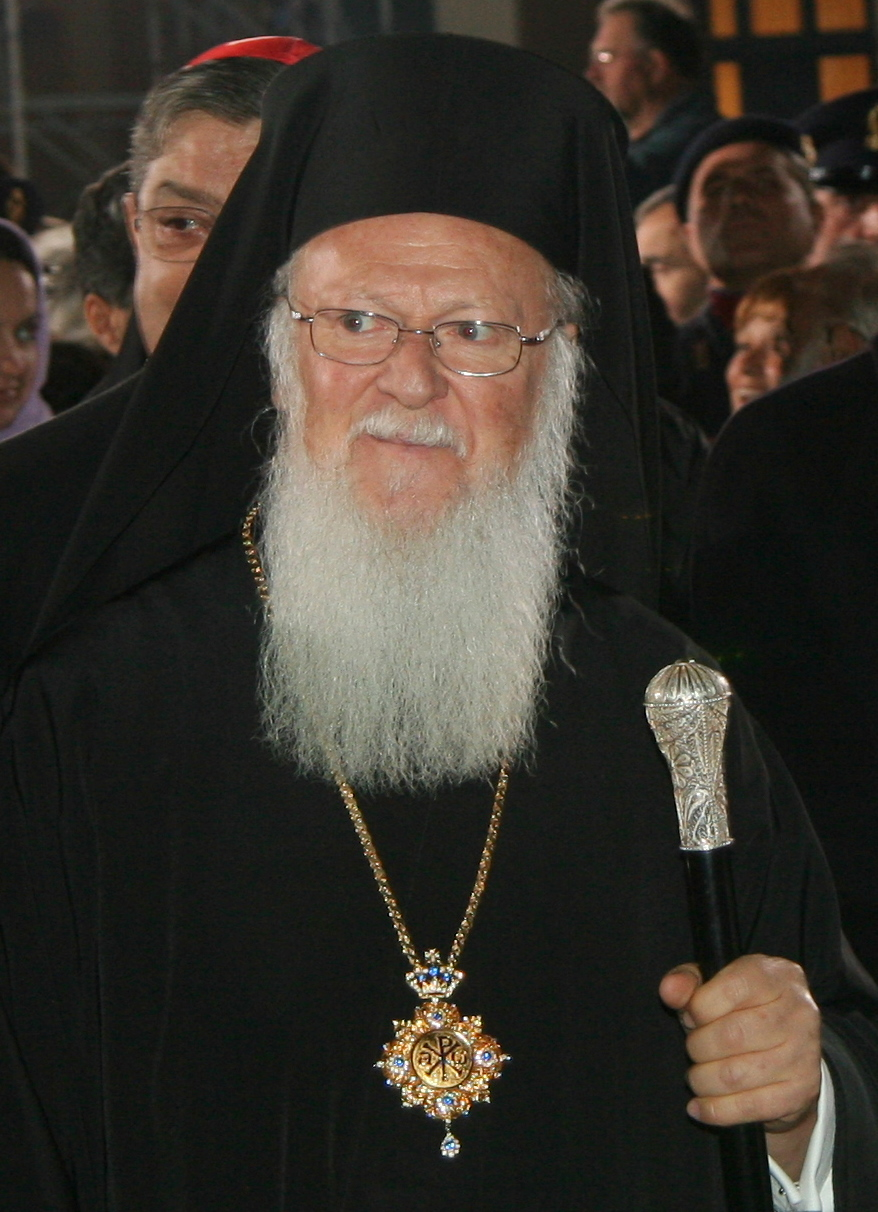
Batôlômêô I, Thượng phụ Đại kết thành Constantinopolis Chính Thống giáo Đông phương

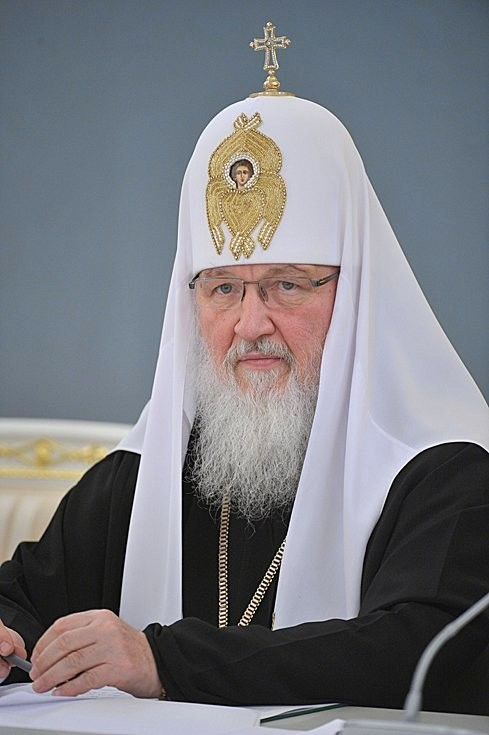
Kirill, Thượng phụ Moskva và toàn nước Nga

Thượng phụ Đại kết thành Constantinopolis là chức sắc được coi là primus inter pares (đứng đầu giữa những người bình đẳng) trong Khối hiệp thông Chính thống giáo Đông phương. Ngoài ra còn có 3 vị trí thượng phụ cổ đại nữa là Alexandria, Antiochia và Jerusalem cùng với 5 vị trí thượng phụ ít thâm niên hơn là Bulgaria, Gruzia, Serbia, Nga và România.

## Công giáo Rôma

### Latinh
Các Tòa thượng phụ Latinh thuần túy chỉ mang tính danh dự:

#### Đã bãi bỏ
- Thượng phụ Grado
- Thượng phụ Aquileia
- Thượng phụ Tây Ấn
- Thượng phụ Latinh thành Alexandria
- Thượng phụ Latinh thành Antiochia
- Thượng phụ Latinh thành Constantinopolis
- Thượng phụ Tây phương (Giáo hoàng)

#### Còn tồn tại
- Thượng phụ Latinh thành Jerusalem
- Thượng phụ Đông Ấn (Goa và Daman)
- Thượng phụ Lisboa
- Thượng phụ Venezia

### Đông phương
Có 6 Giáo hội Công giáo Đông phương được đứng đầu bởi một thượng phụ, tuyên bố kế thừa một (hay một vài) tòa thượng phụ cổ:
- Thượng phụ Công giáo Copt thành Alexandria đứng đầu Giáo hội Công giáo Copt
- Thượng phụ Công giáo Syria thành Antiochia và toàn Đông phương đứng đầu Giáo hội Công giáo Syria
- Thượng phụ Công giáo Maronite thành Antiochia và toàn Đông phương đứng đầu Giáo hội Maronite
- Thượng phụ Công giáo Hy Lạp Melkite thành Antiochia và toàn Đông phương, thành Alexandria, và thành Jerusalem đứng đầu Giáo hội Công giáo Hy Lạp Melkite
- Thượng phụ Công giáo Chaldea thành Babylon đứng đầu Giáo hội Công giáo Chaldea
- Thượng phụ Công giáo Armenia miền Cilicia đứng đầu Giáo hội Công giáo Armenia

#### Đại tổng giám mục
Có 4 Giáo hội Công giáo Đông phương được đứng đầu bởi một đại tổng giám mục (tổng giám mục trưởng), tước hiệu này được lập năm 1963 và về cơ bản gần tương đương với thượng phụ:
- Đại tổng giám mục thành Kiev-Halych đứng đầu Giáo hội Công giáo Hy Lạp Ukraina
- Đại tổng giám mục thành Ernakulam-Angamaly đứng đầu Giáo hội Công giáo Syro-Malabar
- Đại tổng giám mục thành Trivandrum đứng đầu Giáo hội Công giáo Syro-Malankara
- Đại tổng giám mục thành Făgăraş và Alba Iulia đứng đầu Giáo hội Công giáo Hy Lạp România